# Будинок на вулиці Проскурівській, 69 (Хмельницький)
Будинок, вул. Проскурівська, 69 (місто Хмельницький) — житловий будинок початку XX століття. Зразок міської житлової забудови, зберігся дотепер майже без змін та має архітектурну цінність як частина історичного середовища центральної вулиці міста. Пам'ятка архітектури місцевого значення.

## Історія
Побудований у 1901 р. З березня 1917 р. по лютий 1918 р. тут перебувала Проскурівська Рада робітничих і солдатських депутатів, яка була створена 10 березня 1917 р. та складалась з 153 депутатів, більшість з яких була меншовиками та есерами, представниками єврейських партій, фракція більшовиків налічувала 3 чоловіки. Про цей факт свідчить перша у м. Хмельницький меморіальна дошка, яка була встановлена у 1927 р. Проте, у 1941 р., під час німецької окупації, її було знищено. Відновлена меморіальна дошка у 1967 р.
Нині на першому поверсі перукарня, на другому — класи дитячої художньої школи. З'єднаний у 1970-х рр. переходом із сусіднім будинком № 67.

## Архітектура
Двоповерховий, цегляний, тинькований, у плані прямокутний. Вирішений у стилі модерн. Загальна композиція головного фасаду асиметрична — один бік має на рівні другого поверху гранчастий еркер, який увінчаний шестиграним шатром із шпилем, інший бік фасаду має розкріповку, яка увінчана прямокутним аттиком. Фасад оздоблені деталями, характерними для стилю модерн. Асиметрію також підкреслює розташовані на рівні другого поверху розкріповки балкони, які оздоблені ажурними металевими ґратами, малюнок яких виконаний у стилі модерн.